# Список политических партий Арубы
В этой статье перечисляются политические партии Арубы. Аруба имеет Многопартийную систему с двумя или тремя сильными партиями и третьей партией, которая является успешной на выборах.

## Партии

### Партии, представленные в парламенте
| Название партии                 | Лидер партии | Идеология                                        | Политическая позиция    | Численность фракции |
| ------------------------------- | ------------ | ------------------------------------------------ | ----------------------- | ------------------- |
| Народное избирательное движение | MEP          | Социал-демократия                                | Левоцентризм Сепаратизм | 9/21                |
| Народная партия Арубы           | AVP          | Регионализм Консерватизм Христианская демократия | Правоцентризм           | 7/21                |
| РАИЗ                            | RAIZ         | Социал-демократия                                | Левоцентризм            | 2/21                |
| Движение за суверенитет Арубы   | MAS          | Социал-демократия                                | Левоцентризм            | 2/21                |
| Действие 21                     | A21          | Либерализм Прогрессивизм                         | Центризм (политика)     | 1/21                |

### Второстепенные Партии[1]
• Патриотическая Партия Арубы (Partido Patriotico di Aruba)
• Демократическая сеть (Red Democratico)
• Прогрессивный Патриотический Союз (Union Patriotico Progresista)
• Гордые и Уважающие люди (Pueblo Orguyoso y Respeta)
• Сначала Люди (Pueblo Prome)
• Объединенные Христиане укрепляющие потенциал Арубы (Cristiannan Uni Reforzando Potencial di Aruba)
• Молодежь приносит перемены (Hubentud Trecidendo Cambio)

### Исторические партии
- Демократический альянс Арубы (Aliansa Democratico Arubano)
- Арубская либеральная организация (Organisacion Liberal Arubano)
- Патриотическое движение Арубы (Movimiento Patriotico Arubano)
- Концентрация за освобождение Арубы (Concentracion pa Liberacion di Aruba) либертарианско-социалистическая
- Национал-демократическое действие (Accion Democratico National) националисты